# George Elsworth Wiley
George Elsworth Wiley (Nova York, 1 de maig de 1881 – Nova York, 3 de març de 1954) va ser un ciclista estatudinenc que va córrer durant els primers anys del segle xx.
Va prendre part a les proves de ciclisme dels Jocs Olímpics de Saint Louis de 1904. Va guanyar la medalla de plata a la prova de 5 milles i la de bronze a la de 25 milles. A la prova de 1/2 milla finalitzà en la quarta posició final, mentre que a la de la milla quedà eliminat en la primera ronda.
El 1912 guanyà la prova de mig fons al campionat del món de ciclisme en pista.

## Palmarès
- 1904
  -  Medalla de plata als Jocs Olímpics de Saint Louis en 5 milles
  -  Medalla de bronze als Jocs Olímpics de Saint Louis en 25 milles
- 1912
  -  Campió del món de mig fons darrere motocicleta